# Girl Power - La rivoluzione comincia a scuola
Girl Power - La rivoluzione comincia a scuola (Moxie) è un film del 2021 diretto da Amy Poehler.
Il film è l'adattamento cinematografico del romanzo Girl Power scritto da Jennifer Mathieu. 

## Trama
Vivian ha 16 anni, vive con la madre Lisa e frequenta la Rockport High School. Un giorno lei e la sua migliore amica Claudia seguono una lezione di letteratura. L’insegnante introduce Lucy, una nuova studentessa, per poi iniziare una discussione su Il grande Gatsby. Lucy critica il libro definendolo "un ulteriore racconto di un ricco maschio bianco che soffre perché non ha la donna che desidera". Mitchell, un atleta di rilievo, la interrompe per difendere il personaggio di Jay Gatsby.
In seguito Vivian vede Mitchell molestare Lucy oltre a prendere una bevanda che la ragazza stava provando a comprare per poi sputarci dentro. Quando Lucy fa rapporto alla preside Shelly, questa non vuole penalizzare Mitchell e prova a lavarsene le mani.
A casa, Vivian trova tre le cose della madre dei pamphlet a tema femminista. Il giorno successivo, a scuola, gli studenti ricevono una lista compilata dagli atleti nella quale vengono etichettate alcune ragazze del corpo studentesco in maniera sessualmente esplicita. Quando Mitchell si rivolge a Lucy in maniera volgare Vivian, ispirata dalla madre, decide di iniziare la pubblicazione di “Moxie”, un libello che ha lo scopo di denunciare l’ingiusto trattamento delle ragazze nella scuola.
Vivian stringe amicizia con Lucy e con un altro gruppo di ragazze, le quali sono state oppresse a loro volta, Claudia però ha delle remore verso l’unirsi al movimento e ciò causa un allontanamento tra le due. Nel frattempo Vivian inizia una relazione con Seth, che sa che lei ha fondato “Moxie” e la supporta.
Dopo che Mitchell vince una borsa di studio sportiva a discapito della candidata preferita dalle ragazze, Kiera, Vivian torna a casa sconsolata. Una volta arrivata vede la madre Lisa col suo ragazzo John ed il fatto che la madre le abbia tenuto quella relazione nascosta la irrita.
In seguito le ragazze del Moxie, in risposta alla vittoria di Mitchell, attaccano in giro per la scuola degli adesivi volgari. La preside Shelly, chiamata in causa da Moxie per non supportare le ragazze, prova a fermare il movimento. Claudia, che infine si unisce al gruppo, si prende la colpa per la questione degli adesivi.
Vivian passa un momentaccio quando Claudia, che sapeva Vivian avesse fondato Moxie, la critica per non essere stata aperta con lei; ha un momento difficile con Seth ed inoltre affronta delle difficoltà con la madre dopo che urla addosso a lei e John durante una cena.
Vivian poi riceve un biglietto anonimo nel quale una ragazza afferma di esser stata stuprata l’anno addietro. Vivian organizza uno sciopero studentesco al quale partecipano la maggior parte degli studenti. Durante lo sciopero Vivian rivela che è stata lei ad aver dato il via a Moxie.
Inoltre Emma, capo cheerleader, si fa avanti ed ammette di essere la ragazza che è stata violentata aggiungendo che Mitchell era lo stupratore.
Gli studenti sono inorriditi e le promettono supporto, la preside dopo aver sentito tutto ciò convoca Mitchell nel proprio ufficio.
Vivian si riconcilia con la madre, Claudia e Seth ed il movimento ottiene nuovi followers. Lisa esprime orgoglio verso la figlia e le ragazze organizzano una festa per celebrare Moxie.

## Produzione

### Cast
Nel febbraio 2019 venne annunciato che Amy Poehler avrebbe diretto e prodotto il film con la casa di produzione Paper Kite Productions, e che il film sarebbe stato distribuito da Netflix. Nell'ottobre 2019  Hadley Robinson, Lauren Tsai, Patrick Schwarzenegger e Ike Barinholtz si sono uniti al cast, così come Josephine Langford, Marcia Gay Harden e Clark Gregg nel novembre dello stesso anno.

### Riprese
Le riprese principali del film sono iniziate a Los Angeles nell'ottobre 2019.

## Promozione
Il trailer è stato pubblicato su internet il 2 febbraio 2021.

## Distribuzione
Il film è uscito sulla piattaforma di streaming Netflix il 3 marzo 2021.

## Accoglienza

### Critica
Sull'aggregatore di recensioni Rotten Tomatoes il film ottiene il 70% delle recensioni professionali positive, con un voto medio di 6,5 su 10 basato su 106 critiche, mentre su Metacritic ha un punteggio di 54 su 100 basato su 25 recensioni.